# Julius Althaus
Pour les articles homonymes, voir Althaus.
Julius Althaus (Detmold, 31 mars 1833 - Londres, 11 juin 1900) est un médecin allemand ayant exercé surtout en Grande-Bretagne. Il pratiqua divers traitements électriques sur des malades du système nerveux au King's College Hospital et fut à l'origine de la création du National Hospital for Neurology and Neurosurgery.

## Biographie
Né en 1833 à Detmold, Althaus était le dernier fils d'un pasteur luthérien. Il reçut une éducation classique à l'Université de Bonn et poursuivit ses études de médecine à l'Université de Göttingen en 1851, puis à  Heidelberg et fut reçu docteur en médecine à l'Université de Berlin en 1855 avec la thèse De pneumothorace. Il visita la Sicile pour des études zoologiques avec le professeur Johannes Peter Müller. Il travailla dans le service de Jean Martin Charcot à la Salpêtrière.

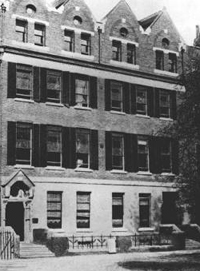
National Hospital for the Paralysed and Epileptic

Althaus s'installa à Londres où il mit en œuvre un traitement à l'électricité à l'attention des patients épileptiques au King's College Hospital. Il tenta, sans succès, de faire renommer la sclérose en plaques « maladie de Charcot », qui l'avait le premier décrite. En 1884, il fit des conférences sur la sclérose de la moelle épinière en notant que le terme sclérose avait un sens différent d'un pays à l'autre.
Althaus travailla au National Hospital for the Paralysed and Epileptic jusqu'en 1894. Il partit à la retraite avec le titre de médecin honoraire. En 1860, il fut reçu membre du Royal College of Physicians. Peu avant sa mort, il était membre correspondant de l'Académie de médecine de New-York et il reçut l'Ordre de la Couronne d'Italie.

## Œuvres
Althaus fut un auteur prolifique d'articles et de livres sur les maladies nerveuses et d'autres sujets médicaux. Court extrait de sa bibliographie :
- Traité théorique et pratique sur l'électricité en médecine et son usage dans le traitement des paralysies, des neuralgies et autres maladies, 1859 ;
- Les cures thermales en Europe, 1862 ;
- De la paralysie, de la neuralgie et autres affections du système nerveux, et leur traitement par la galvanisation et la faradisation, 1866 ;
- Trois cours sur l'épilepsie, l'hystérie et l'ataxie, 1866
- Maladies du système nerveux : leur prévalence et leur pathologie, 1877 ;
- De la paralysie infantile et maladies connexes de la moelle épinière : leur diagnostic et leur traitement, 1878 ;
- Les fonctions du cerveau ; essai de vulgarisation, 1880 ;
- De la sclérose de la moelle épinière, y compris l'ataxie locomotrice, la paralysie spinale spasmodique et autres maladies systémiques de la moelle épinière : leur pathologie, symptômes, diagnostic et traitement, 1885. Traduit en allemand, Leipzig, 1884. Traduit en français par J. Morin avec une préface du Prof. Charcot, Paris, 1885.
- La grippe : sa pathologie, ses symptômes, ses complications et séquelles ; son origine et son mode de transmission ; son diagnostic, son pronostic et son traitement, 1892.